# Åben Himmel-traktaten
Åben Himmel-traktaten (på engelsk: Open Skies Treaty) er en traktat der blev indgået i 1992 mellem NATO og de daværende Warszawapagt-stater. Traktaten giver de deltagende nationer ret til gensidige overflyvninger af hinandens territorier på forud fastlagte ruter, samt benytte fotografi og radar (typisk SAR). Fra 2006 kunne også infrarøde kameraer benyttes. Disse flyvninger skal skabe tillid mellem nationerne ved at sikre man kan kontrollere hinandens militære formåen og på den måde sikre at man ikke starter et nyt våbenkapløb.
Et andet projekt benævnt "Open skies" er et internationalt politisk projekt hvor der foregår civile forhandlinger mellem et forskelligt antal nationer for at liberalisere og ensrette de nationale og internationale love og regulativer vedrørende kommerciel flyvning.

## Historie
Traktaten om den åbne himmel blev underskrevet den 24. marts 1992. Underskriverne var Belgien, Danmark, Tyskland, Frankrig, Grækenland, Storbritannien, Island, Italien, Luxemburg, Nederlandene, Norge, Spanien, Portugal, USA, Canada, Bulgarien, Georgien, Kirgisistan (som dog ikke har ratificiert traktaten), Polen, Rumænien, Rusland, Slovakiet, Tjekkiet, Ukraine, Ungarn, Hviderusland og Tyrkiet. Efterfølgende har Sverige, Finland, Letland, Litauen, Georgien, Slovenien, Bosnien og Herzegovina tiltrådt traktaten. Østrig har udvist interesse i at tiltræde traktaten, men har endnu ikke gjort det. Cypern har forsøgt at tiltræde traktaten, men Tyrkiet har blokeret forsøget.
Ideen til en sådan traktat stammer tilbage til 1955 hvor den daværende amerikanske præsident Dwight D. Eisenhower forelagde ideen overfor den sovjetiske ledelse under Genevetopmødet i 1955. Ideen blev dog ikke til noget på daværende tidspunkt, angiveligt på grund af sovjetisk frygt for amerikansk spionage.
I 1989 forsøgte den amerikanske præsident George Bush igen at sælge ideen om gensidig tillidsopbygning ved hjælp af overflyvninger, denne gang organiseret under OSCE. Forhandlinger på lavt niveau mellem NATO og Warzawapagten begyndte i februar 1990. NATO-landene indledte i juni samme år forhandlinger omkring fremtiden for de konventionelle kampstyrker i Europa, og i den forbindelse luftede man igen ideen om et luftinspektionsregime der skulle verificere overholdelsen af det der senere hen blev til CFE-aftalen. Endelig var alle parter indstillet på at indgå den aftale der kunne munde ud i Åben Himmel-traktaten. Da presset for at få forhandlingerne gennemført var stort betød det at man ikke kunne nå at få selve luftinspektionssystemet gennemført, men man nåede dog at få en hensigtserklæring og et overordnet regelsæt på plads om et luftbåret inspektionssystem. NATO-medlemslandene bestræbede sig på at at videreføre Åben Himmel-forhandlingerne. Interessen fra NATO var også stigende, da Rusland i mellemtiden var begyndt at flytte store dele af de våben og materielgenstande som var omfattet af traktaten til områder øst for Ural, langt udenfor rækkevidden af udenlandske overvågningsfly der normalt skal holde sig udenfor russisk luftrum. I dag overvåger Tyskland et område fra Vancouver til Vladivostok, et område på 17.799.997 km²

## Filosofi
Den oprindelige idé efter 2. verdenskrig var at man ved hjælp af overvågningsfly kunne overvåge andre nationers militære aktiviteter og på denne måde sikre at de ikke var i gang med mobilisere eller opruste sine styrker, og hvis det var tilfældet ville man kunne reagere hurtigt. Da man genoptog ideen i 1989 var tanken at man kunne opbygge tillid mellem nationerne ved hjælp af åbenhed og gennemsigtighed i rammen under OSCE samt muligheden for at kontrollere hinandens forpligtelser overfor CFE-traktaten fra luften.
Derudover er der i traktaten indlagt en mulighed for at benytte flyene til andre opgaver end gensidig rustningskontrol. Et Open-Skies-overvågningsfly kan også benyttes til at opbygge situationsrapporter fra internationale krisesituationer, til konfliktforebyggelse eller -styring såvel som miljøflyvninger. Hver måned mødes kommisionen for Open Skies (Open Skies Consultative Commission, OSCC) i Wien hvor de gør status og svarer på medlemslandenes spørgsmål til samarbejdet og overvågningsflyvningerne og eventuelt stiller andre spørgsmål til nationerne.

## Implementering
I mellemtiden fra underskriften af traktaten og frem til den trådte i kraft benyttede man et antal forsøgsflyvninger via et antal bilaterale aftaler hvorved man opbyggede en vigtig praktisk erfaringsbase for den senere implementering af de traktatmæssige flyvninger. Samarbejdet foregik i en samarbejdsvillig og venlig atmosfære. Ikrafttrædelsen af traktaten blev forsinket på grund af problemer med at få ratificeret traktaten i Ukraines, Ruslands og Hvideruslands parlamenter.
Traktaten blev først effektueret den 1. Januar 2002. Overvågningsflyene fra de deltagende stater blev certificeret og de første "skarpe" flyvninger fandt sted samme år.
I Danmark råder Flyvevåbnet ikke overvågningsfly der kan benyttes til denne opgave og man deltager derfor i overvågningen sammen med andre NATO-lande.

### Literatur
- Rüdiger Hartmann, Wolfgang Heydrich: Der Vertrag über den Offenen Himmel - Entwicklung und Inhalt des Vertragswerks, Kommentar, Dokumentation. Nomos-Verl.-Ges., Baden-Baden 2000, ISBN 3-7890-6513-7